# Czagataj
Czagataj, Dżagataj (zm. 1244/1245) – drugi syn Czyngis-chana i jego pierwszej żony Börte, brat Dżoczi, Ugedeja i Tołuja, ojciec Jisü Möngkego.

## Życiorys
Na mocy nadania Temudżyna objął kontrolę nad ułusem środkowym. Po śmierci ojca w 1227 rządził terenami położonymi w środkowej Azji na wschód od Amu-darii, Siedmiorzeczem, Kaszgarią i Transoksanią. Stworzył z tych ziem państwo – chanat czagatajski, które było częścią imperium mongolskiego i podlegało władzy zwierzchniej wielkiego chana Ugedeja.